# تشارلز إتش مارش
تشارلز إتش مارش (بالإنجليزية: Charles H. Marsh)‏ هو عسكري أمريكي، ولد في 1840 في ميلفورد في الولايات المتحدة، وتوفي في 25 يناير 1867 في باولينغ في الولايات المتحدة بسبب سل.